# Sabor u Sieni
Sabor u Sieni održao se u Sieni, 1423. i 1424. godine. Prije se smatrao jednim od ekumenskih sabora.
Papa Martin V. sazvao je Sabor u Paviji, koji jedva da je otvoren 23. travnja 1423., kada je izbila kuga i Sabor je žurno prebačen u Sienu.
U Sieni se raspravljalo o Saboru u Konstanzu. Odmah na početku, bilo je svađa u raspravama. Donošene su odluke protiv sljedbenika heretičkih reformatora, Jana Husa i Johna Wycliffea i protiv sljedbenika raskolničkoga protupape Benedikta XIII. Odgođeni su pregovore s Grcima i drugih istočnih pravoslavnih Crkvama. Poticalo se na veću budnost u sukobu s krivovjerjima.
Dana, 19. veljače 1424., Basel je odabran kao mjesto sljedećeg Sabora. Francuski članovi željeli su raspravljati o još tema, ali do toga nije došlo, zbog straha od novih podjela.